# Баджо, Эдди
Эдди Баджо (итал. Eddy Baggio; род. 23 августа 1974) — итальянский футболист и футбольный тренер.

## Ранняя жизнь
Родился Эдди Баджо в Кальдоньо, в итальянской провинции Виченца  области Венеция. Он — младший брат легендарного итальянского футболиста Роберто Баджо, но, в отличие от Роберто, никогда не играл в Серии А. Как и несколько его братьев и сестер (в большой семье Фиориндо и Матильды Баджио было семеро детей), Эдди окрестили в честь известного бельгийского велогонщика Эдди Меркса, тогда как его старший брат Роберто был назван в честь двух футбольных кумиров его отца — Роберто Бонисеньи и Роберто Беттеги. Ни Эдди, ни Роберто Баджо никак не связаны с бывшим итальянским полузащитником Дино Баджо.

## Клубная карьера
Баджо начал свою молодёжную и профессиональную карьеру в Фиорентине в 1991 году, в клубе, в игре за который прославился его старший брат Роберто. Попал в первую команду Баджо в сезоне 1993-1994 в Серии B.
Эдди покинул клуб спустя 4 года после Роберто, и следующий сезон провёл в игре за две разные команды Серии С1 — Палаццоло и Прато. В ноябре он перешёл в Джорджоне (клуб из Серии C2), и выступал там на протяжении трёх следующих лет. Затем футболист перешёл в Анкону, потом в Асколи (оба клуба выступали в Серии С1).
Нападающий вернулся в Анкону в 2000 году и дебютировал в Серии B в сезоне 2000/2001. В дальнейшем футболист менял клуб каждый год; так, он выступал за «Катанию» (Серия C1), Салернитану (Серия B), Виченцу (Серия B), потом вновь вернулся в Катанию (Серия B), после чего перешёл в Специю (Серия С1) и завершил карьеру в Пизе. 15 декабря 2002 года футболист забил сотый гол в своей карьере: случилось это в матче против лидеров Серии B Триестины с пенальти (матч закончился вничью 2:2); Интересно, что его брат Роберто забил свой 300-й гол в профессиональной карьере в тот же день (день рождения их отца), и также с пенальти. В январе 2008 года футболист перешёл в Серию С2, в клуб Портогруаро, за который сыграл всего пять матчей. В августе 2008 года он принял предложение от Санджиованнесе.
В общей сложности Баджо провёл 86 матчей в Серии B, в которых забил 18 голов; за всю свою карьеру футболист забил 130 голов во всех соревнованиях, в том числе в Серия B, Серия C1 и C2, в Кубке Италии, и Кубке Италии Серии C, хотя он так никогда и не сыграл в Серии.

## Международная карьера
Баджо провёл три матча за сборную Италии по футболу до 17 лет и представлял сборную Италии на чемпионате мира по футболу 1991 года среди юношеских команд.

## Тренерская карьера
С августа 2011 года Баджо тренирует молодёжную команду Пизы. В сезоне 2012-13 Баджо стал тренером молодёжной команды «Фиорентины».

## Достижения
«Специя»
- Кубок Италии Серии C: 2004/05